# Gommerville (Seine-Maritime)
Gommerville is een gemeente in het Franse departement Seine-Maritime (regio Normandië) en telt 698 inwoners (2005). De plaats maakt deel uit van het arrondissement Le Havre.

## Geografie
De oppervlakte van Gommerville bedraagt 7,4 km², de bevolkingsdichtheid is 94,3 inwoners per km².
De onderstaande kaart toont de ligging van Gommerville (Seine-Maritime) met de belangrijkste infrastructuur en aangrenzende gemeenten.

## Demografie
Onderstaande figuur toont het verloop van het inwonertal (bron: INSEE-tellingen).

## Geboren
- Jules de Mirville (1802-1873), auteur